# شهرستان دزون-خمچیکسکی
شهرستان دزون-خمچیکسکی (به لاتین: Dzun-Khemchiksky District) یک شهرستان در روسیه است که در تووا واقع شده‌است.